# Cheiloneurus loretanus
Cheiloneurus loretanus är en stekelart som beskrevs av De Santis 1972. Cheiloneurus loretanus ingår i släktet Cheiloneurus och familjen sköldlussteklar. Inga underarter finns listade i Catalogue of Life.